# Richelle Soppi Mbella
Richelle Anita Soppi Mbella (4 de enero de 1990) es una deportista camerunesa que compite en judo. Ganó una medalla de bronce en los Juegos Panafricanos de 2023 y dos medallas en el Campeonato Africano de Judo, plata en 2023 y oro en 2024.

## Palmarés internacional
| Juegos Panafricanos | Juegos Panafricanos    | Juegos Panafricanos | Juegos Panafricanos |
| Año                 | Lugar                  | Medalla             | Categoría           |
| ------------------- | ---------------------- | ------------------- | ------------------- |
| 2023                | Acra (Ghana)           | Medalla de bronce   | Equipo mixto        |
| Campeonato Africano |                        |                     |                     |
| Año                 | Lugar                  | Medalla             | Categoría           |
| 2023                | Casablanca (Marruecos) | Medalla de plata    | +78 kg              |
| 2024                | El Cairo (Egipto)      | Medalla de oro      | +78 kg              |